# داربست زیستی فلزی
داربست زیستی فلزی (به انگلیسی: Bio-metal scaffold) یک ساختار مهندسی شده متخلخل است که با امکان ایجاد شرایط رشد سلولی در محیطی امن برای بدن میتواند در برابر نیروهای وارده به بافت مقاومت کرده و جلوی تخریب آن را در طی استفاده در بدن موجود زنده بگیرد.

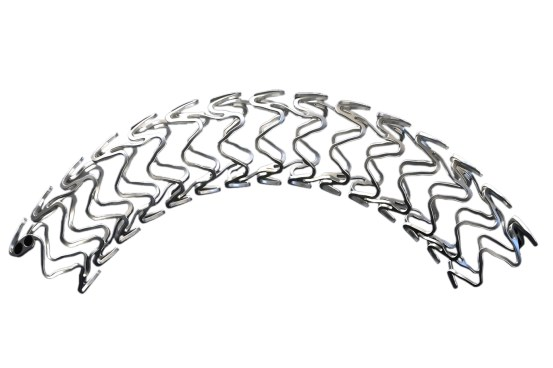
استنت منیزیمی

## کاربردفلزاتدر داربست زیستی[۱]

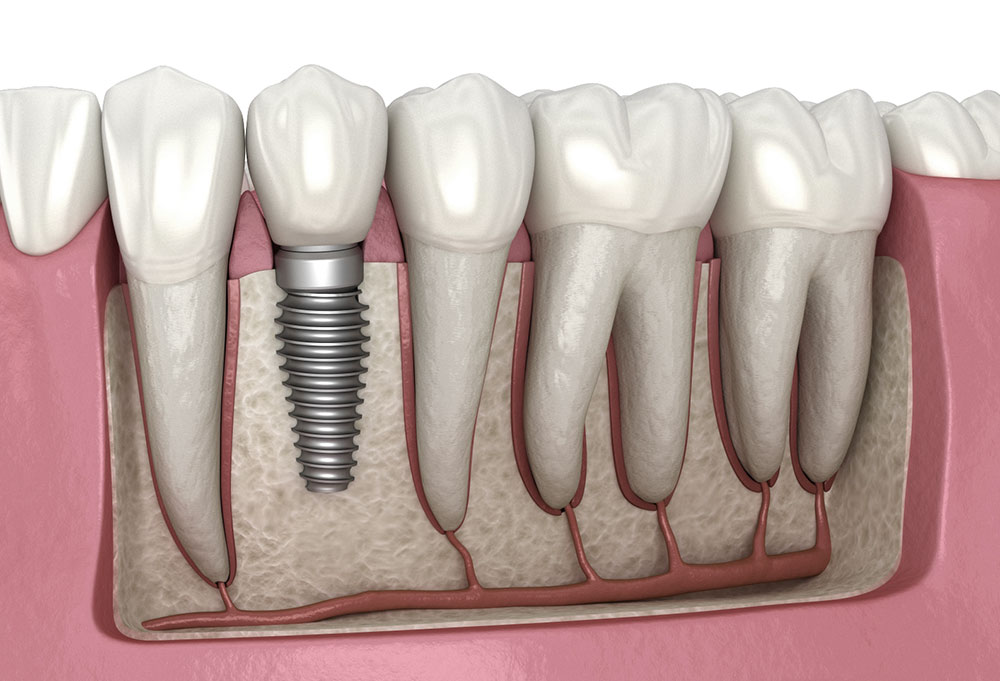
Dental-implant-illustration

به صورت عمده داربست‌های زیستی جهت تولید دو نوع بافت نرم و بافت سخت تولید می‌شوند. بافت های نرم قابلیت انعطاف و شکل پذیری بیشتری داشته و نیروی کمتری تحمل می‌کنند و بافت های سخت جهت تحمل نیروهای فشاری طراحی شده و انعطاف پذیری کمتری دارند. در استخوان و ایمپلنت‌های دندانی با توجه به نیروهای فشاری وارده بر بافت از فلزات با توجه به استحکام و خواص مکانیکی مناسبی که دارند استفاده می‌شود که در برابر سایر بیومواد مانند بیوسرامیک ها گزینه مناسب تری جهت تولید بافت سخت و داربست‌های استخوانی و ایمپلنت دندان می‌باشد.

## روشهای ساخت داربست فلزی زیستی[۲]
به صورت کلی روشهای ساخت داربست های فلزی زیستی را به دو نوع سنتی و فناوری نمونه سازی سریع(rapid prototyping) تقسیم می‌شود.
- روشهای ساخت مرسوم: در این روشها با توجه به تکنولوژی‌های مرسوم اقدام به ساخت قطعات به  روشهای متفاوت همچون متالورژی پودر فلزی؛ ایجاد شبکه اسفنجی با زینترینگ پلیمر؛ زینترینگ با جرقه پلاسما و استفاده از چسب و زینترینگ می‌باشد.

- روش نمونه سازی سریع: در این روش با استفاده از تصاویر سی‌تی اسکن و مدل سازی در نرم افزار های طراحی مدل درخواستی به روشهای ساخت افزودنی مانند چاپ سه‌بعدی اقدام به ساخت قطعات متخلخل و داربست های فلزی و یا فلزی پلیمری برای کاشت در بدن می‌شود.

## روش ساخت افزودنی در تولید داربست زیستی فلزی[۳]

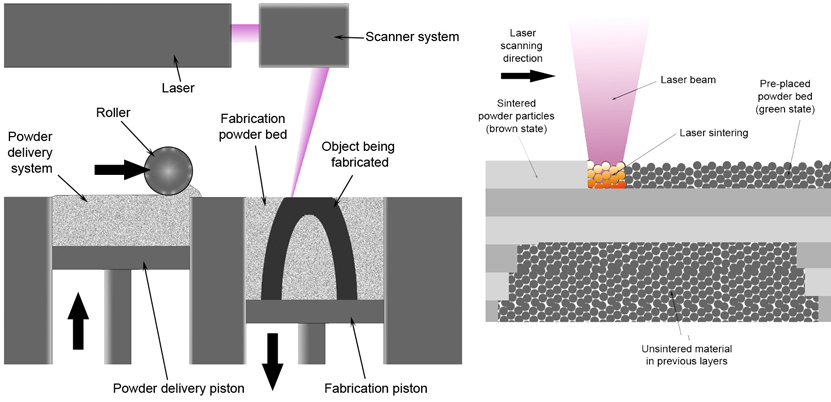
Selective laser melting system schematic

ساخت افزودنی یا additive manufacturing به روشی از تولید قطعات می‌گویند که در ان با لایه لایه اضافه کردن مواد بر روی یکدیگر قطعه نهایی ساخته می‌شود. این لایه ها میتوانند با روشهای متنوعی بر روی یکدیگر قرار گیرند که دو نوع متداول آن‌ها استفاده از نور لیزر به صورت نقطه ای بر روی پودر ماده اولیه برای ذوب آن است که به آن SLM(selective laser melting) می‌گوییم و یا به وسیله ذوب یک فیلامنت از جنس ماده مورد نظر و لایه نشانی آن بر روی بستر قطعه صورت گیرد که آن را FDM (fused deposition molding) می‌نامیم.

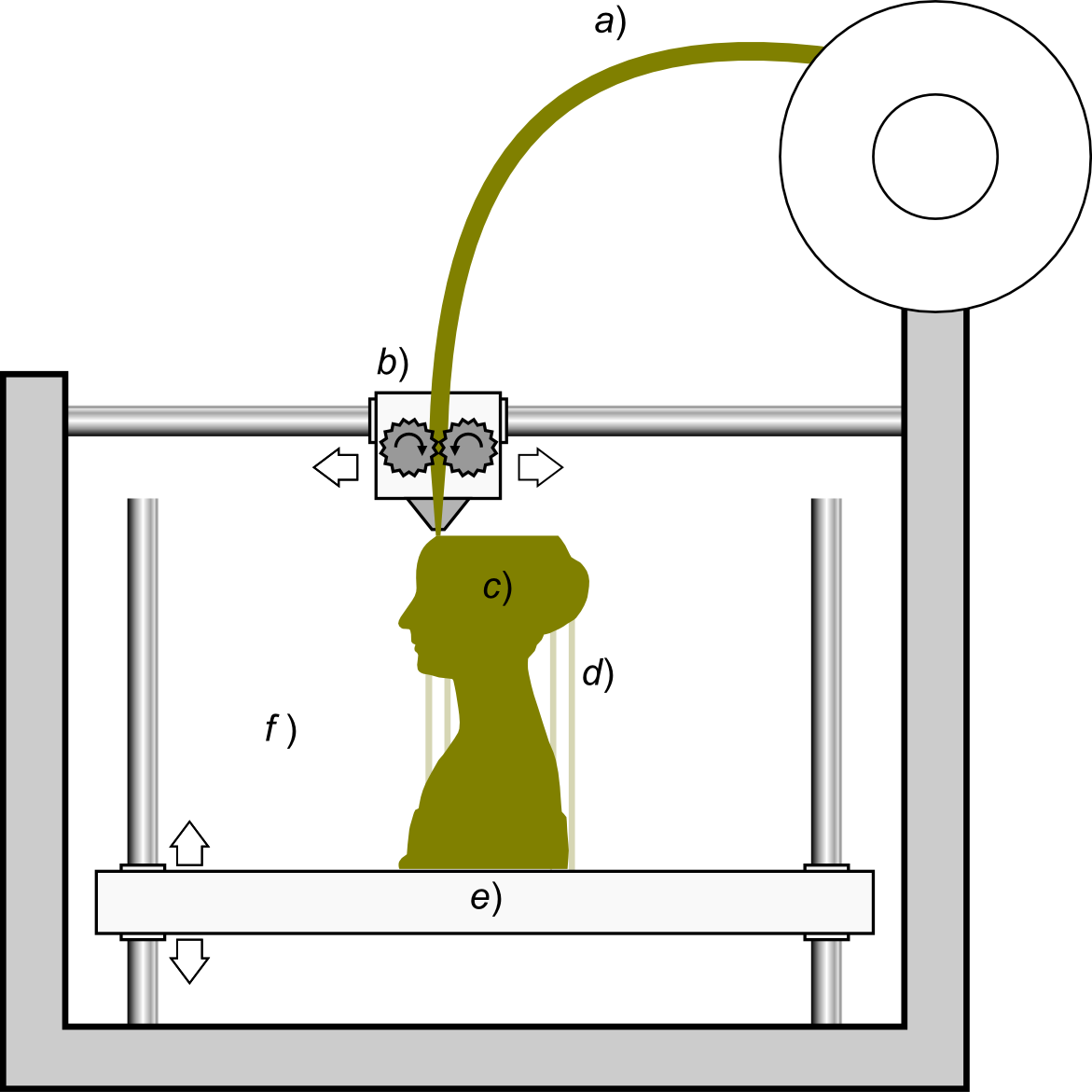
filament deposition molding

- در روش SLM پودر فلز مورد نظر در بستر ساخت قطعه ریخته شده و نور لیزر طرح مورد نظر را بر روی لایه پودر فلز ایجاد کرده و باعث ذوب مقطعی پودر فلز در نقاط مورد نظر می‌شود. پس از تکمیل یک لایه، پودر لایه بعدی ریخته شده و این فرایند تکرار میشود تا لایه جدید ساخته شود. به این ترتیت با ساخت لایه‌های جدید بر بروی هم قطعه نهایی ساخته می‌شود که میتوانیم شکل و میزان تخلخل مورد نظر در این قطعات را به صورت کامل توسط فرایند SLM کنترل کنیم.

- در روش FDM ابتدا فیلامنت اولیه که میتواند سیم فلزی یا کامپوزیت پلیمری فلزی باشد را ایجاد کرده و با عبور آن از یک منبع گرمایی القایی اقدام به ذوب رشته‌های نازک مواد بر روی یکدیگر کنیم تا قطعه نهایی ساخته شود. در صورتی که بخواهیم قطعه فلزی را از کامپوزیت پلیمری فلزی به دست آوریم قطعه نیمه آماده کامپوزیت را در داخل کوره میبریم و تا دمای ذوب فلز مورد نظر دما را بالا میبریم تا پلیمر اولیه بخار شده و ذرات فلزی به یکدیگر متصل گردند.

برای ساخت داربست های زیستی فلزی میتوان از فلزات زیست سازگار به صورت خالص و یا ترکیبی از آن‌ها با پلیمرهای زیست سازگار به عنوان یک کامپوزیت فلزی پلیمری استفاده کرد تا بتوان به بهترین شرایط سازگاری زیستی به همراه بهبود خواص مکانیکی نزدیک به بافت سخت طبیعی داخل بدن رسید.

## فلزات زیست سازگار در داربست زیستی[۴]
فلزات مورد استفاده در داربست‌های زیستی به دو نوع زیست تخریب پذیر و زیست تخریب ناپذیر تقسیم می‌شوند. در فلزات زیست تخریب ناپذیر همانند تیتانیوم و استیل ضدزنگ قطعه تولید شده به صورت دائمی در بدن باقی مانده و تجزیه نمی‌شود. از بین فلزات تخریب ناپذیر بیشترین سهم تولید داربست‌های زیستی را تیتانیوم و آلیاژهای آن شامل می‌شوند که دلیل اصلی آن مقاومت به سایش بالا و چگالی پایین آن در مقایسه با سایر فلزات است که تیتانیوم را جز دسته فلزات سبک قرار می‌دهد. فلزات سبک در مقایسه با سایر فلزات چگالی پایین‌تری دارند که انرا به بافت طبیعی استخوانی نزدیک می‌کند همچنین این فلزات در برابر نیروهای فشاری که عمده نیروهای وارده بر بافت های سخت بدن هستند تحمل یکسانی در مقایسه با سایر فلزات دارند که این خواص خاص انها را گزینه اول استفاده در داربست‌های زیست سازگار غیر تخریب پذیر می‌کند. از معایب استفاده از تیتانیوم میتوان به خواص مکانیکی قوی آن به نسبت بافت طبیعی استخوان اشاره کرد که در دراز مدت می‌تواند به پوکی استخوان منجر می‌شود.
فلزات زیست تخریب پذیر به مرور زمان با تخلیل در محیط بدن به یا به صورت عنصر طبیعی در بدن جذب می‌شوند و یا توسط سیستم ادراری از بدن دفع می‌شوند. از جمله بهترین فلزات زیست تخریب پذیر در بدن می‌توان به منیزیم اشاره کرد که با چگالی نزدیک به استخوان و استحکام فشاری مشابه با استخوان از نظر مکانیکی یکی از بهتریم فلزات سبک موجود برای استفاده در بدن انسان می‌باشد. منیزیم به صورت طبیعی در بدن انسان موجود است و 70 درصد از منیزیم بدن در بافت استخوانی قرار دارد به این دلیل که منیزیم با خواص زیستی خود سلول بنیادین را به سلول استخوانی تبدیل کرده و باعث ایجاد بافت استخوانی طبیعی در بدن می‌شود. همچنین خواص ضد باکتریایی منیزیم باعث شده که احتمال عفونت در محل بافت مصنوعی کمتر شده و مرگ سلولی کمتری را در بافت شاهد باشیم. از معایب منیزیم خالص میتوان به نرخ تخریب بالا و قلیایی کردن محیط در طی تخریب آن در بدن اشاره کرد که برای جلوگیری از آن داربست های منیزیمی را اکثرا توسط پلیمرها یا بایوسرامیک‌ها پوشش‌دهی می‌کنند اشاره کرد.

## کامپوزیت‌های پلیمری فلزی در داربست زیستی[۵]
با پیشرفت فناوریهای ساخت سه بعدی و امکان استفاده از آن‌ها برای مصارف پزشکی ایمپلنت‌ها و داربست‌های زیستی به صورت روز افزون به سمت داربست‌های زیستی تخریب پذیر که توانایی ساخت بافت طبیعی را داشته باشند جرکت می‌کند. برای ساخت این نوع داربست ها کامپوزیت های پلیمری به همراه نانو ذرات فلزات و بیو سرامیک ها با پلیمر ترکیب شده و توسط روش‌های مرسوم ساخت سه بعدی همانند روش FDM اقدام به ساخت ساختار متخلخل داربست می‌شود. نانو ذرات فلزی که در این نوع داربست‌ها استفاده می‌شوند جز طبیعی موجود در بدن بوده و از ذرات خالص فلزی یا اکسید فلزات برای این امر استفاده می‌شود.

## نانوذرات فلزی و اکسید فلزی در ساخت داربست زیستی[۶]
- نانوذره طلا: نانوذرات طلا دارای خواص شیمیایی قابل توجه، خواص فیزیکی عالی، زیست سازگاری برتر، توانایی ضد میکروبی، سهولت سنتز، خواص هندسی و نوری کنترل شده و تطبیق پذیری در اصلاح سطح هستند. به عنوان مثال ایمپلنت های ارتوپدی، تصویربرداری زیستی، و تحویل دارو داشته و همچنین نانوذرات طلا نیز اثرات مثبتی بر تشکیل استخوان دارند.
- نانو ذرات مس و  اکسید مس: مس یک ماده معدنی ضروری برای بسیاری از پروتئین‌ها و آنزیم‌ها در انسان است. بنابراین، نانوذرات مس مورد توجه فزاینده‌ای قرار گرفته‌اند، به‌ویژه که برای باکتری‌ها سمی هستند و هزینه پایینی دارند. در واقع، توانایی ضد باکتریایی آن‌ها حتی در دوزهای پایین نیز بالاست. گزارش‌های متعدد نشان داده‌اند که می‌توان از نانوذرات مس برای تولید موادی با قابلیت زیست‌فعالیت عالی و ضد میکروبی استفاده کرد و در نتیجه سهم امیدوارکننده‌ای در پیشگیری از عفونت و درمان بیماری‌ها و نقص های استخوانی دارد.
- نانو ذرات روی و اکسید روی: روی یک عنصر ضروری در تمام بافت های بیولوژیکی است. این ماده معدنی استخوان را تحریک می کند، ساختار غشای سلولی را حفظ می کند و به کلسیفیکاسیون پاتولوژیک کمک می کند. روی همچنین نقش اساسی در سطح سلولی دارد، به عنوان مثال از طریق سنتز DNA، فعالیت آنزیم ها و کنترل آپوپتوز را شامل میشود. حدود 30 درصد رویی در استخوان ذخیره شده است که استخوان را به مخزن اصلی روی تبدیل می کند. تحقیقات نشان داده است که روی می تواند سازگاری سلولی را بهبود بخشد.
- نانوذرات آلومینیم و آلومینیوم اکسید: آلومینیوم عنصر ضروری زندگی است. با این حال، در مقایسه با آلومینیوم، نانوذرات آلومینا به دلیل خواص بیومکانیکی عالی و زیست سازگاری، کاربرد بیشتری برای ایمپلنت‌ها و داربست‌های ارتوپدی دارند. نانوذرات آلومینا تا آنجا که می توانند دارای توانایی ضد میکروبی هستندو به راحتی خود را به دیواره سلولی باکتری می چسبانند و آن را تغییر شکل می دهند و در نتیجه سلول های باکتریایی می میرند. نانوذرات آلومینا برای افزایش خواص مکانیکی و بیولوژیکی داربست های استخوانی مختلف استفاده شده است.
- نانو ذرات منیزیم و منیزیم اکسید: منیزیم یک عنصر ضروری در بدن انسان است. کمبود منیزیم می‌تواند فعالیت‌های سلولی مرتبط با استخوان را کاهش دهد، باعث استئوپنی و شکنندگی استخوان شود و رشد استخوان را مهار کند. زیست تخریب پذیری و مدول یانگ پایین در مقایسه با سایر فلزات دارد که انرا در میان فلزات به بهترین گزینه برای ساخت داربست ها و ایمپلنت های استخوانی تبدیل میکند. منیزیم در فراید تخریب خود در بدن به منیزیم هیدروکسید و سپس به منیزیم کلرید تبدیل شده و در صورت عدم مصرف ان در بافت استخوانی توسط سیستم ادراری از بدن دفع میشود. منیزیم دارای خواص ضد میکروبی بوده و نقش اساسی در ایجاد بافت استخوانی طبیعی دارد.
- نانو ذرات تانتالم و تانتالم اکسید: در مقایسه با ایمپلنت‌های مبتنی بر تیتانیوم، ایمپلنت‌های تانتالیوم می‌توانند تکثیر قابل‌توجهی، تمایز استخوانی و زیست فعالی بهتر را القا کنند. زیست فعالی و پیوند بیولوژیکی با استخوان، تانتالیوم را به ماده‌ای امیدوارکننده برای ایمپلنت‌ها و داربست‌های ارتوپدی تبدیل می‌کند و تانتالیوم به طور طبیعی یک لایه بیرونی از تانتایم اکسید را تشکیل می‌دهد که دارای قابلیت ضد خوردگی میباشد.

## پلیمرها در ساخت داربست زیستی
پلیمرهای بساری در ساخت داربست های زیستی فلزی مورد استفاده قرار میگیرند که سه مورد از اصلی ترینهای انها عبارتند از پلیمر پلی‌کپرولاکتون PCL و پلیمر پلی‌لاکتیک اسید PLA و پلیمر پلی لاکتیک کو گلیکولیک اسید PLGA که به عنوان پلیمرهای زیست تخریب پذیر بیشترین سهم ساخت داربست های زیستی را دارند. 
پلیمرها دارای زیست سازگاری مناسبی هستند اما خواص مکانیکی ضعیف و اسیدی کردن محیطی انها باعث شده که به صورت کامپوزیت با سایر مواد از انها استفاده شود. با استفاده از فلزات و بیوسرامیک ها میتوان خواص مکانیکی داربستها را بهبود بخشید و محیط اسیدی انها را کنترل کرده و رشد سلولی را بر روی این داربست‌ها بهبود داد. 